# Amors baller
Amors Bollar (Amors Baller på norska och Cupid's Balls i engelsk översättning) är en norsk romantisk ungdomskomedi  i regi av Kristoffer Metcalfe, med Kåre Hedebrant, Harald William Borg Weedon, Eira Stuedahl och Isak Nikolai Iveland Solli i rollerna. 

## Handling
I filmen flyttar ca 15 år gamla Lukas (Kåre Hedebrant) från Sverige till en norsk småstad. Titeln är en anspelning på att Lukas träffas av en fotboll som sparkas av Susanne (Eira Stuedal) som han strax därpå blir förälskad i. Bollen representerar kärleksguden Amors pil.

## Rollista
| Kåre Hedebrant             | – Lucas   |
| Harald William Borg Weedon | – Stian   |
| Eira Stuedahl              | – Susanne |
| Isak Nikolai Iveland Solli | – Petter  |
| Jana Opsahl                | – Anita   |
| Adam Bell                  | – Roy     |
| Tore Nøstvik               | – Thomas  |
| Fridtjov Såheim            | – Jan     |